# Ахтербос
Ахтербос (нід. Achterbos) — селище в нідерландській провінції Утрехт. Входить до муніципалітету Де-Ронде-Венен.
Перша згадка про населений пункт датується 1575 роком.

## Галерея

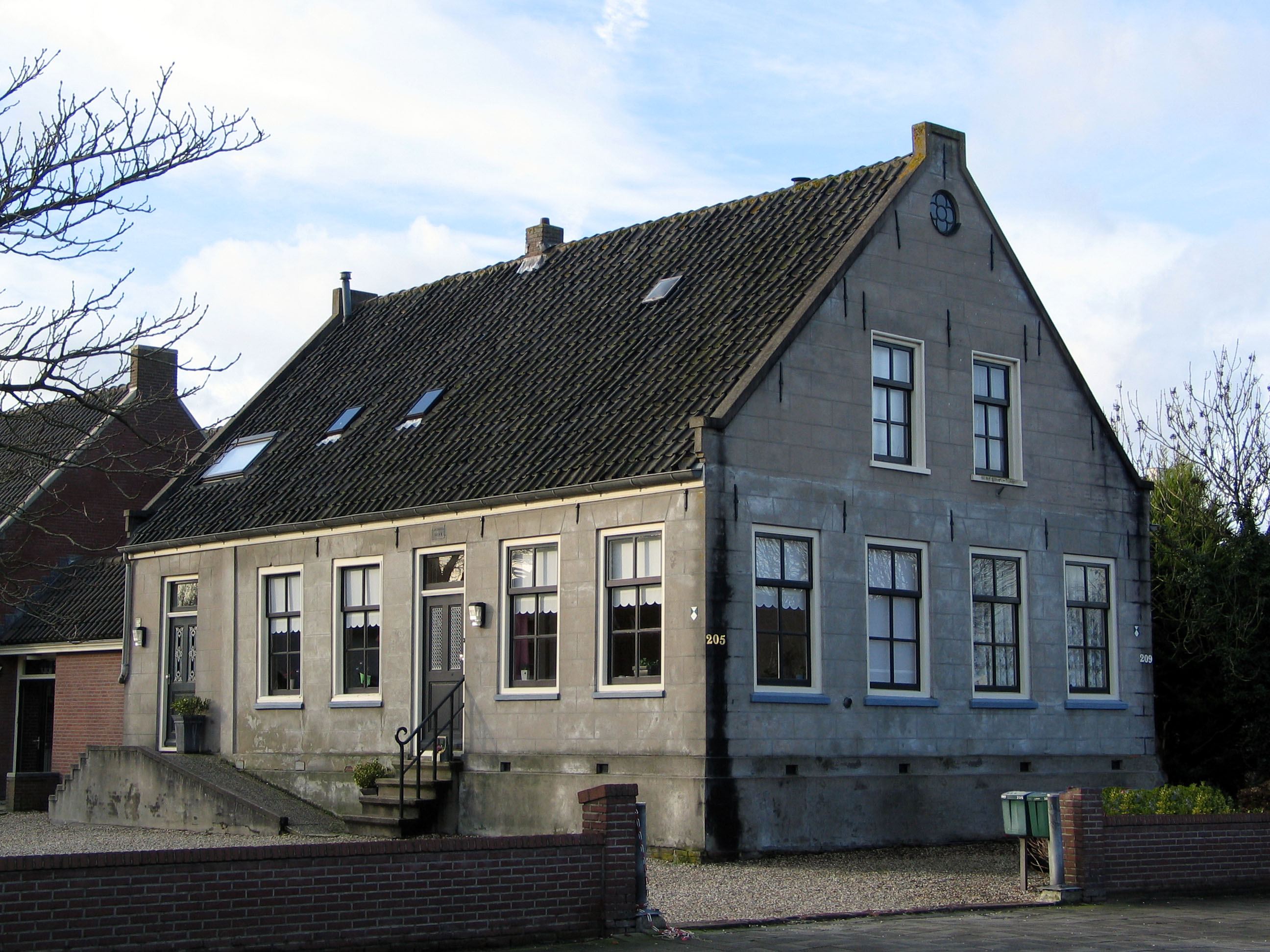
Будівля колишньої ферми
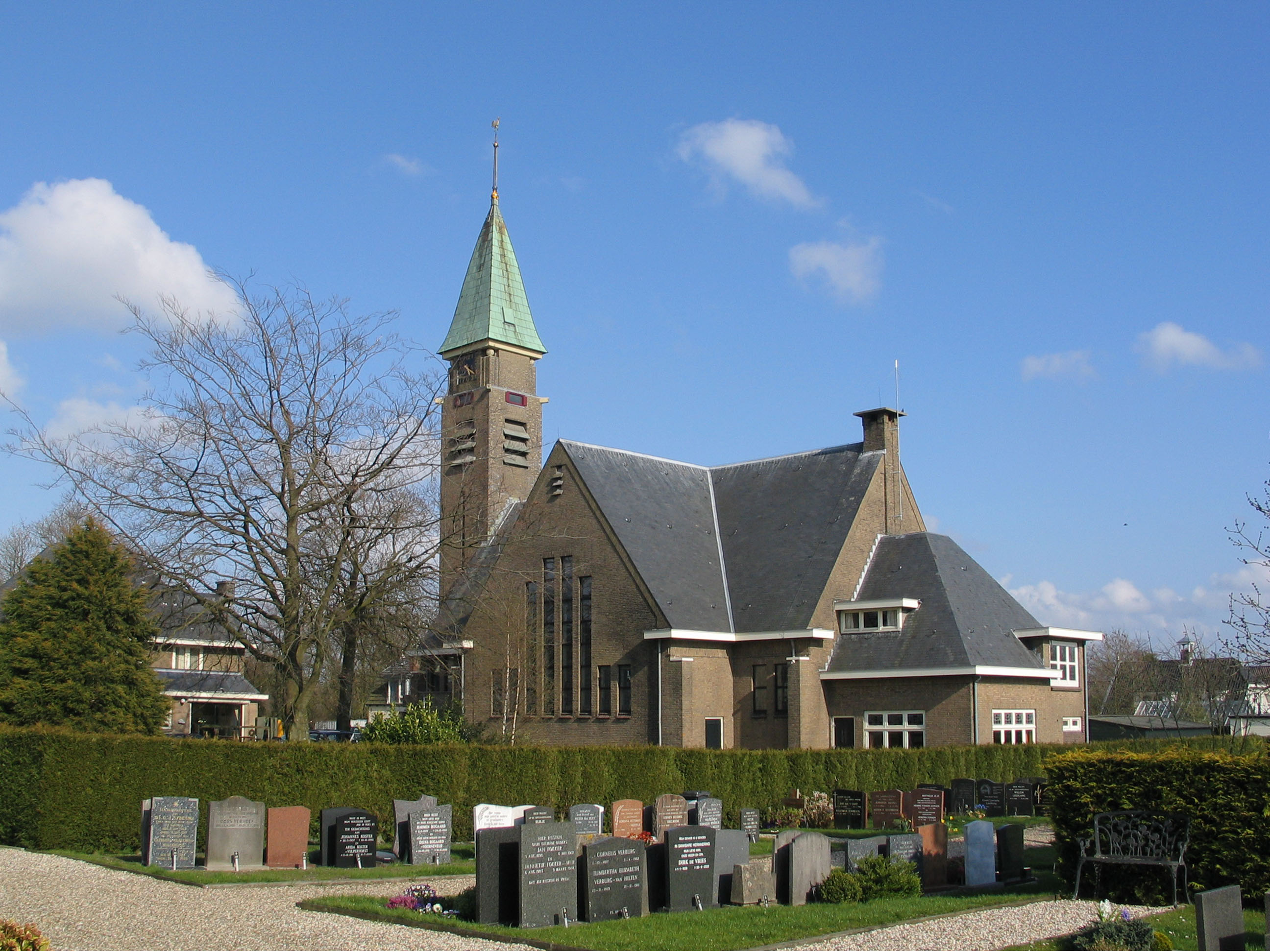
Протестантська церква
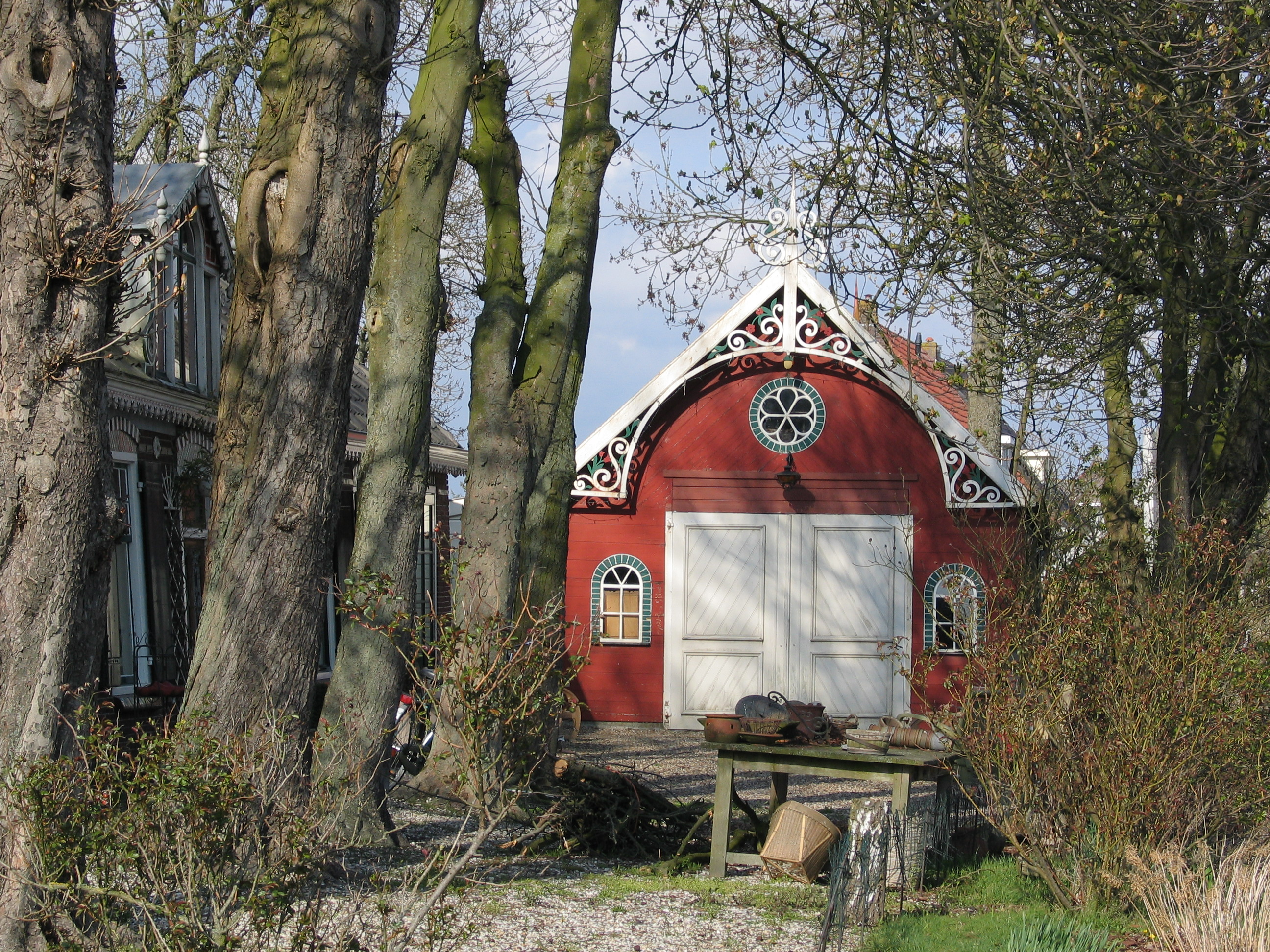
Колишня майстерня стельмаха